# Malé Straciny
Malé Straciny este o comună slovacă, aflată în districtul Veľký Krtíš din regiunea Banská Bystrica. Localitatea se află la altitudinea de 208 m deasupra n.m., se întinde pe o suprafață de 6,84 km2 și în 2017 număra 135 de locuitori.

## Istoric
Localitatea Malé Straciny este atestată documentar din 1236.

## Demografie
| An:                | 1994 | 2004    | 2014    | 2024   |
| ------------------ | ---- | ------- | ------- | ------ |
| Număr de persoane: | 154  | 119     | 138     | 149    |
| Diferență:         |      | −22,72% | +15,96% | +7,97% |

| An:                | 2023 | 2024   |
| ------------------ | ---- | ------ |
| Număr de persoane: | 147  | 149    |
| Diferență:         |      | +1,36% |